# Graphium olbrechtsi
Graphium olbrechtsi är en fjärilsart som beskrevs av Berger 1950. Graphium olbrechtsi ingår i släktet Graphium och familjen riddarfjärilar. Inga underarter finns listade i Catalogue of Life.